# Syncopacma
Syncopacma is een geslacht van vlinders van de familie tastermotten (Gelechiidae).

## Soorten
- S. acanthyllidis (Walsingham, 1905)
- S. adenocarpella (Rebel, 1927)
- S. adversa (Braun, 1930)
- S. albifrontella (Heinemann, 1870)
- S. albipalpella

Zuidelijke bandpalpmot (Herrich-Schäffer, 1854)
- S. azosterella (Herrich-Schäffer, 1854)
- S. biareatella (Erschoff, 1874)
- S. buvati Nel, 1995
- S. captivella

Grote bandpalpmot (Herrich-Schäffer, 1854)
- S. centralis Piskunov, 1979
- S. cinctella

Vale bandpalpmot (Clerck, 1759)
- S. cincticulella (Bruand, 1851)
- S. consimilis Janse, 1951
- S. coronillella (Treitschke, 1833)
- S. crotalariella (Busck, 1900)
- S. euprosopa (Meyrick, 1926)
- S. faceta (Meyrick, 1914)
- S. finlandica Gozmany, 1957
- S. genistae (Walsingham, 1908)
- S. incognitana Gozmany, 1957
- S. karvoneni (Hackman, 1950)
- S. larseniella

Bandpalpmot Gozmany, 1957
- S. linella (Chretien, 1904)
- S. lutea Janse, 1960
- S. melanocephala Lvovsky & Piskunov, 1989
- S. metadesma (Meyrick, 1927)
- S. mitrella (Walsingham, 1905)
- S. monochromella Janse, 1951
- S. montanata Gozmany, 1957

- S. nigrella (Chambers, 1875)
- S. ochrofasciella (Toll, 1936)
- S. oxyspila (Meyrick, 1909)
- S. palpilineella (Chambers, 1875)
- S. patruella (Mann, 1857)
- S. perfuscata Janse, 1951
- S. polychromella (Rebel, 1902)
- S. sangiella (Stainton, 1863)
- S. schillei (Strand, 1919)
- S. semicostella (Staudinger, 1871)
- S. sikoraella Viette, 1956
- S. steppicolella Junnilainen, 2010
- S. suecicella (Wolff, 1958)
- S. syncrita (Meyrick, 1926)
- S. taeniolella

Brede bandpalpmot (Zeller, 1839)
- S. telaviviella (Amsel, 1933)
- S. thaumalea (Walsingham, 1905)
- S. ussuriella (Caradja, 1920)
- S. vinella

Fraaie bandpalpmot (Bankes, 1898)
- S. wormiella (Wolff, 1958)
- S. zonariella (Walsingham, 1905)